# Flamínio Ponzio

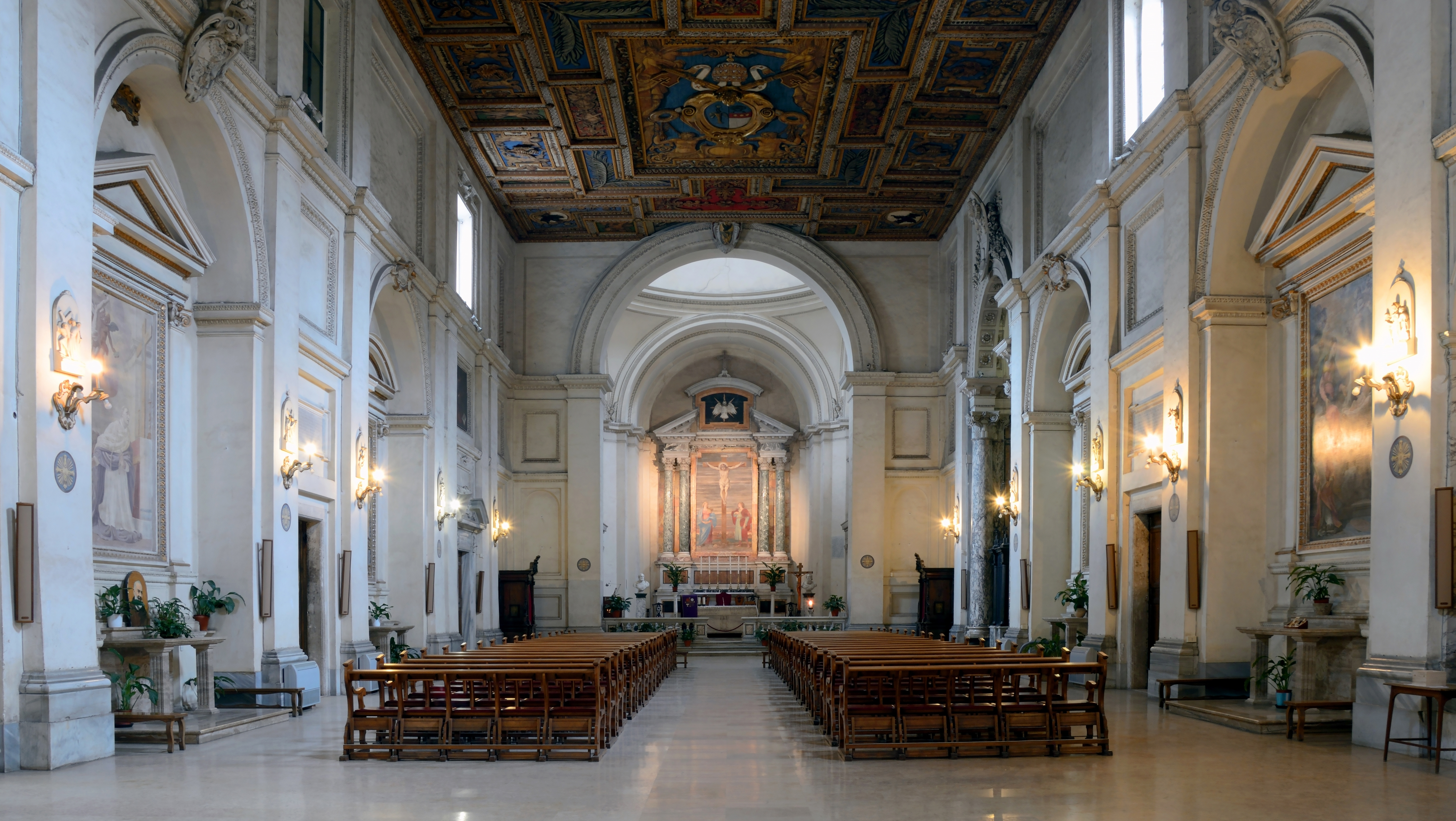
San Sebastiano fuori le mura, projetada por Flamínio.

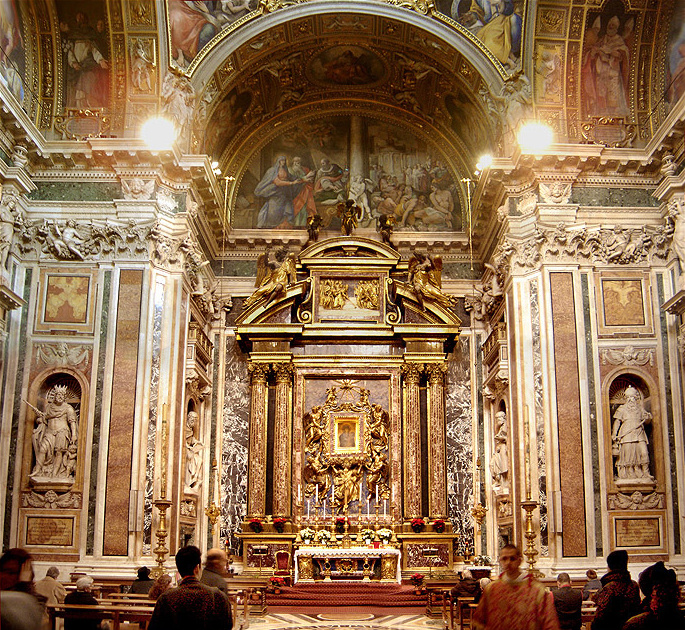
Capela Paulina em Santa Maria Maggiore, projetada por Flamínio.

Flamínio Ponzio (1560–1613 (53 anos)) foi um arquiteto italiano maneirista que trabalhou em Roma para o papa Paulo V. Nasceu em Viggiù, perto de Varese, e morreu em Roma. Depois de treinar ainda jovem em Milão, mudou-se para Roma, onde trabalhou por um curto período com Domenico Fontana.

## Obras selecionadas
- Projeto da Cappella Paolina de Santa Maria Maggiore (1605–1611)
- Fachada na Via Ripetta do Palazzo Borghese (1605–1607)
- Oratórios de Santa Bárbara e Santa Sílvia no Monte Célio, perto de San Gregorio Magno al Celio (1608)
- Villa Borghese Pinciana (1609–1613), chamada também de "Casino Nobile", corresponde atualmente à villa suburbana que abriga a Galeria Borguese.
- Casa di Flaminio Ponzio (1610).
- Fonte da Água Paula no Janículo (1610).
- Restauração e criação de uma nova cúpula para Sant'Eligio degli Orefici.
- Projeto de San Sebastiano e do Palazzo Rospigliosi, no monte Quirinal, que seria completado por Giovanni Vasanzio (1612).
- Palazzo Sciarra (1613).
- Villa Torlonia em Frascati.